# Клавдий Сильван
Кла́вдий Сильва́н (? — 355) — римский император в августе — сентябре 355 года.

## Происхождение и карьера
Сильван был по происхождению романизированным франком и придерживался христианства. Его отцом был Бонит, отличившийся при Константине I в войнах с Лицинием. При узурпаторе Магненции Сильван был трибуном, однако перед битвой при Мурсе перешёл на сторону Констанция II, за что получил должность магистра пехоты. При дворе одним из главных антагонистов Сильвана был Арбицион (бывший магистром конницы при дворе, лат. magister equitum in praesenti).

## Интриги против Сильвана и его мятеж
Был послан Констанцием II для войны с варварами в Галлию. Сильван действовал довольно успешно, однако против него сразу же начались интриги. Как сообщает Аммиан Марцеллин, его недоброжелатели, добыв письма Сильвана, смыли тексты, оставив только его подпись. Сфабриковав фальшивые письма, из которых выходило, что якобы Сильван задумал государственный переворот, они отослали их Констанцию. При дворе за Сильвана активно вступился командир гентилов Маларих, его соплеменник. Маларих предлагал себя в качестве посредника при переговорах с Сильваном, предупреждая, что если к тому пошлют не его соплеменника, то тот, из опасения за свою жизнь, видя столь серьёзные обвинения, поднимет восстание. Однако его не послушались, и к Сильвану, по настоянию Арбециона, был послан Аподемий, «давний и жестокий враг хороших людей». Тот сделал всё, чтобы усугубить ситуацию, ведя себя с Сильваном так, словно тот уже был арестован. Тем временем было сочинено новое подложное письмо, из которого выходило, что к готовящемуся мятежу причастен не только Сильван, но и Маларих. Последний, однако, опираясь на многочисленных тогда при дворе франков, жаловался на интригу императору. Констанций повелел произвести следствие по делу, но, хотя факт подлога был раскрыт, никто из участников интриги не понёс наказания из-за содействия высокопоставленных придворных покровителей.
Сильван, не зная, на что решиться в подобных обстоятельствах, сначала хотел бежать к своим соплеменникам, франкам, однако потом, посоветовавшись со своими офицерами, объявил себя Августом (11 августа 355 года). Констанций был поражён, когда узнал об этом. Ко двору был срочно вызван Урзицин, опытный военный, магистр конницы на Востоке, который в то время находился в опале из-за дворцовых интриг. На него была возложена задача подавить выступление Сильвана. Констанций между тем послал приветливое письмо Сильвану, делая вид, что ничего не знает о его мятеже. Войска под командой Урзицина спешно направились в Галлию, спеша обогнать слухи о мятеже. Однако вести распространялись весьма быстро, и к Сильвану (находившемуся в Колонии Агриппине, совр. Кёльн) стеклось много людей. Урзицин, видя это, решил для вида примкнуть к узурпатору. Сильван хорошо принял Урзицина и приблизил его к себе. Тем временем приближенные Урзицина (и Аммиан Марцеллин, принимавший непосредственное участие в событиях, в том числе) тайком вербовали солдат для покушения на Сильвана. И вот, на 28 день мятежа (7 сентября 355 года),

на первом рассвете едва забрезжившего утра, собрался отряд вооруженных людей и, проявляя, как это обыкновенно бывает в рискованных предприятиях, невероятную дерзость, проник во дворец и перебил стражу. Сильван спрятался от страха в часовне; его вытащили оттуда и, когда он попытался укрыться в месте собраний христианской общины, зарубили мечами.

Так окончил свою жизнь полководец, имевший за собой немалые заслуги.— 
У Сильвана остался малолетний сын, которого Констанций пощадил. Часть имущества Клавдия Сильвана получил его преемник — Барбацион.

## Критика сообщений Аммиана Марцеллина
Существует мнение, что Аммиан «изобрёл» весь мятеж для того, чтобы выставить в хорошем свете действия своего начальника, Урзицина, и оправдать убийство им Сильвана. Согласно этой теории, Констанций стал опасаться слишком популярного Сильвана и предложил его пост Урзицину, который «переусердствовал» в исполнении приказа. Эта теория основывается в основном на том, что до сих пор не найдено ни одной монеты Сильвана, в то время как каждый римский узурпатор, объявляя себя императором, немедленно приступал к чеканке монет со своим изображением (так, была найдена даже монета Мария, галльского узурпатора III века, проправившего, согласно античной традиции, всего три дня). Однако эта теория выдуманного заговора в общем отвергается исследователями. Недостаток нумизматических источников может объясняться тем, что Августа Треверорум (совр. Трир) — город, в котором находился ближайший к Колонии Агриппине монетный двор, — так и не открыл перед Сильваном свои ворота.